# Comuna Hillerød (1970-2006)
Hillerød (Hillerød Kommune) a fost o comună din comitatul Frederiksborg Amt, Danemarca, care a existat între anii 1970-2006. Comuna avea o suprafață totală de 132,75 km² și o populație de 37.169 de locuitori (în 2003), iar din 2007 teritoriul său face parte din comuna Hillerød.
1. ↑  Danske borgmestre 1970-2018 (PDF)